# Rodrigueziopsis eleutherosepala
Rodrigueziopsis eleutherosepala là một loài thực vật có hoa trong họ Lan. Loài này được (Barb.Rodr.) Schltr. miêu tả khoa học đầu tiên năm 1920.